# Évaillé
Évaillé – miejscowość i dawna gmina we Francji, w regionie Kraj Loary, w departamencie Sarthe. W 2016 roku populacja ówczesnej gminy wynosiła 350 mieszkańców. 
W dniu 1 stycznia 2019 roku z połączenia dwóch ówczesnych gmin – Évaillé oraz Sainte-Osmane – powstała nowa gmina Val-d'Étangson. Siedzibą gminy została miejscowość Évaillé. 